# Conotyla specus
Conotyla specus är en mångfotingart som beskrevs av Loomis 1939. Conotyla specus ingår i släktet Conotyla och familjen Conotylidae. Inga underarter finns listade i Catalogue of Life.